# Круча Генрі

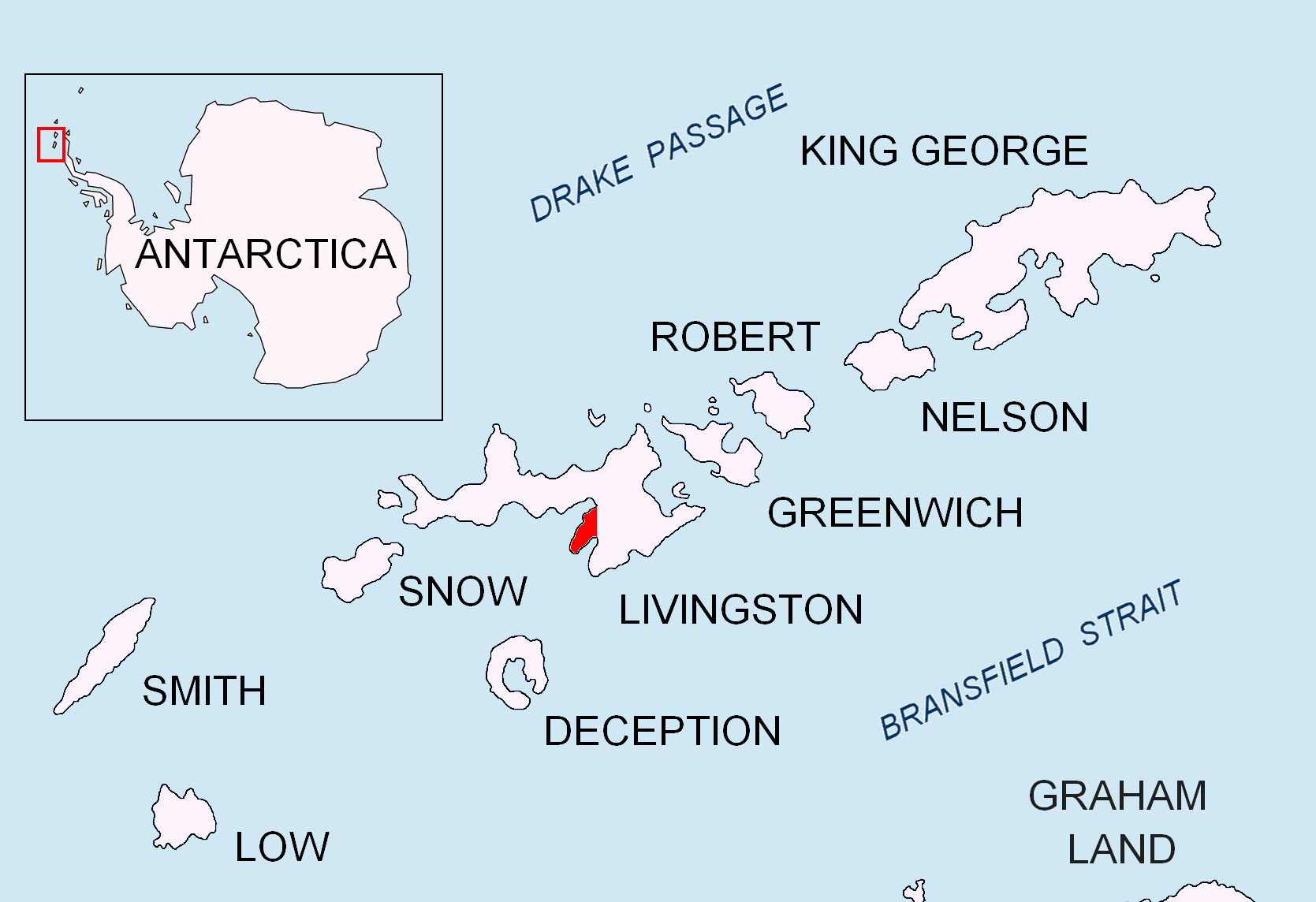
Розташування півострова Херд на Південних Шетландських островах.

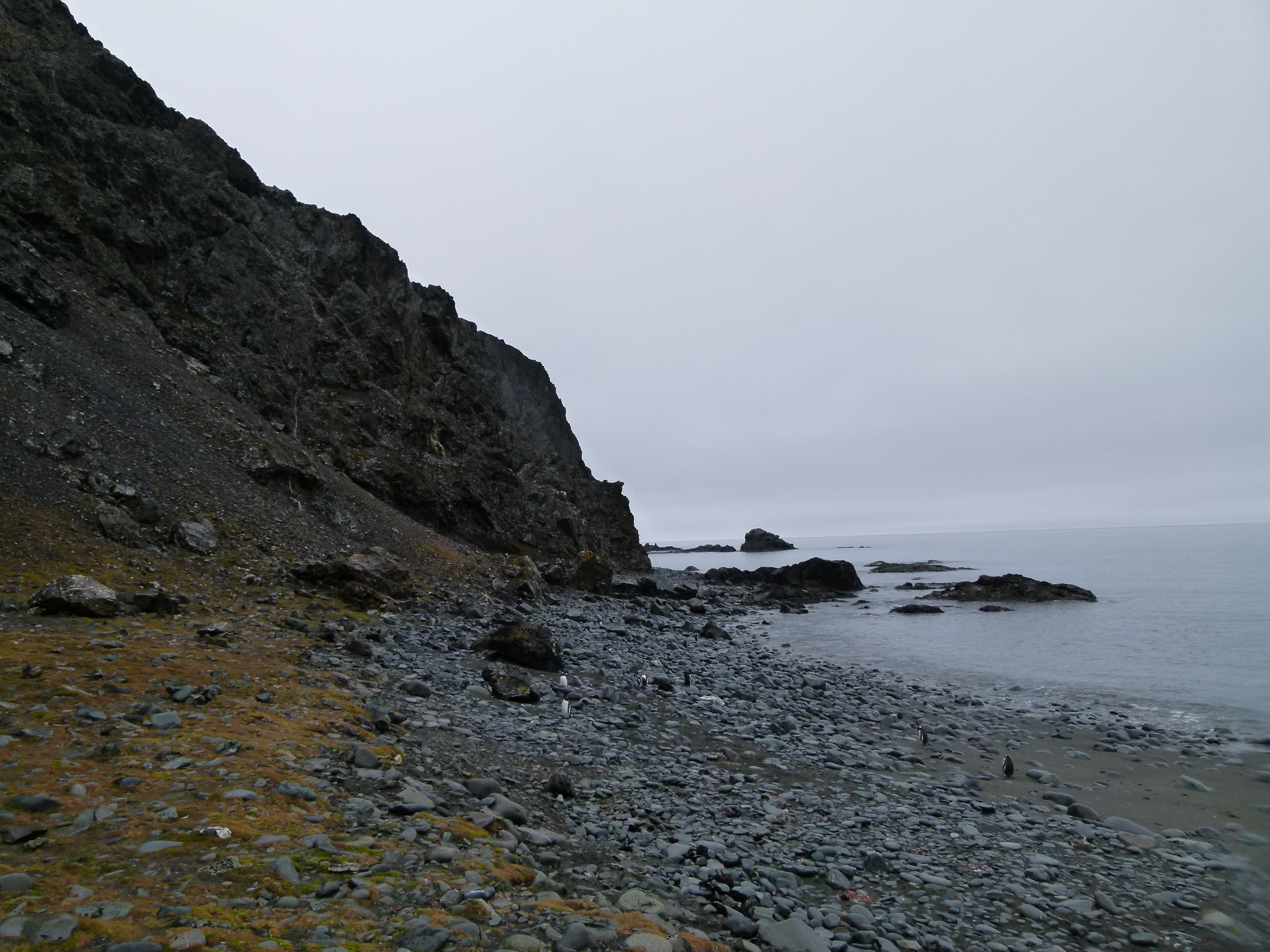
Вид кручі Генрі з пляжу Аргентинської бухти.

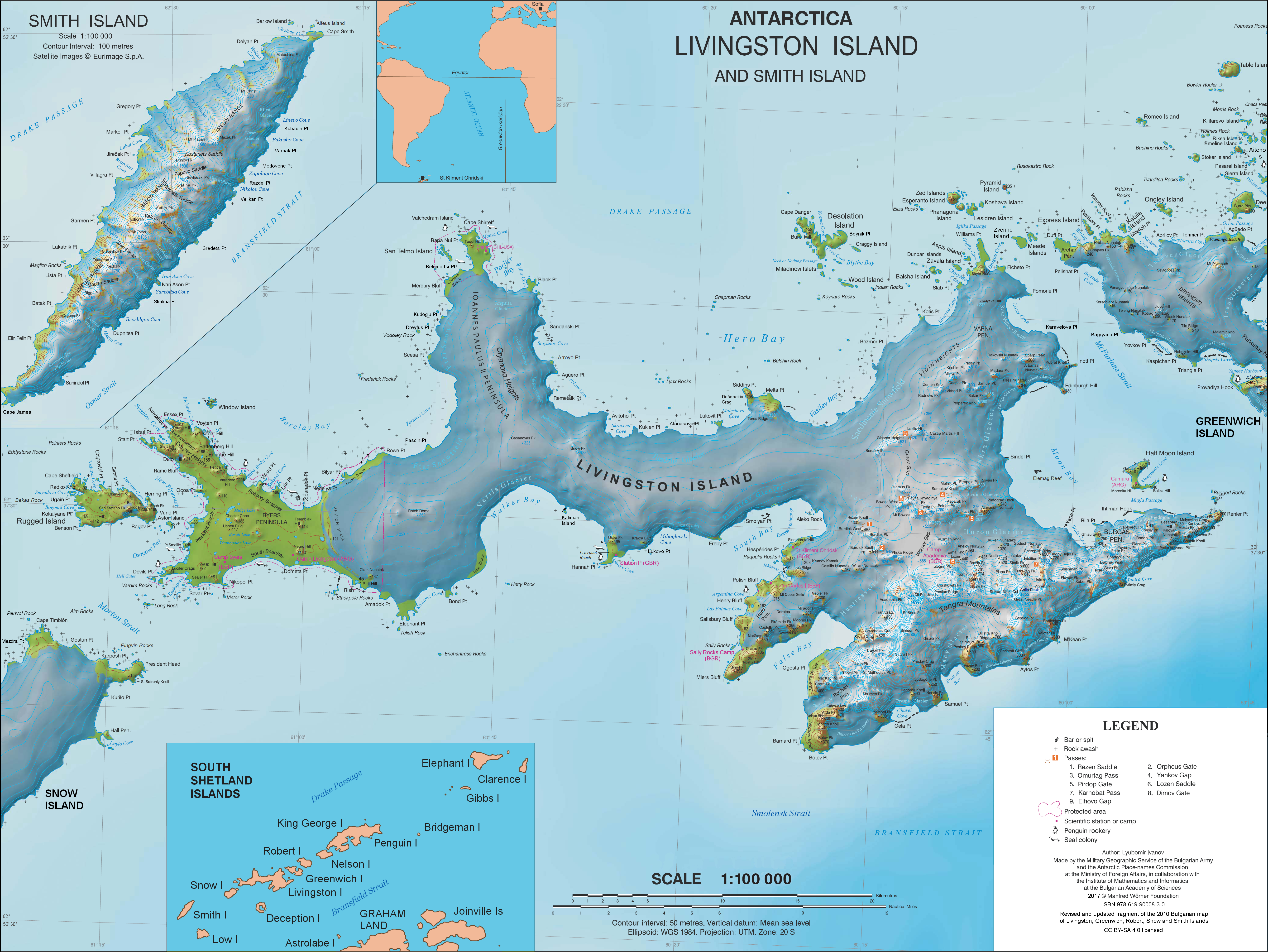
Топографічна карта острова Лівінгстон та острів Сміт.

Круча Генрі (англ. Henry Bluff, 62°40′30.6″ пд. ш. 60°24′52.1″ зх. д. / 62.675167° пд. ш. 60.414472° зх. д.) — точка на південно-західній стороні входу в Аргентинську бухту і на північній стороні входу в бухту Лас-Пальмас на півострові Герд, острів Лівінгстон на Південних Шетландських островах, Антарктида.
У цій точці переважає значна монолітна формація, що піднімається до 163 м і названа Ель Пеньоном («Скеля») особовим складом сусідньої іспанської Антарктичної бази. Вперше цю область відвідали на початку XIX століття мисливці на тюленів.
Місцевість названа на честь американської китобійної шхуни «Генрі» під командуванням капітана Бенджаміна Бруноу, що відвідала Південні Шетландські острови в 1820—1821 роках.

## Місцезнаходження
Точка знаходиться в 1,27 км на південний захід від Польської кручі, в 1,39 км на північ-північний схід від кручі Солсбері і в 4,96 км на південь-південний схід від точки Еребі (за британським картографуванням в 1968 році, детальним іспанським картографування в 1991 році, болгарським картографуванням в 1996, 2005 та 2009 роках).

## Карти
- Isla Livingston: Península Hurd. Mapa topográfico de escala 1:25000. Madrid: Servicio Geográfico del Ejército, 1991. (Map reproduced on p. 16 of the linked work)
- L.L. Ivanov. Livingston Island: Central-Eastern Region. Scale 1:25000 topographic map. Sofia: Antarctic Place-names Commission of Bulgaria, 1996.
- L.L. Ivanov et al., Antarctica: Livingston Island and Greenwich Island, South Shetland Islands (from English Strait to Morton Strait, with illustrations and ice-cover distribution), Scale 1: 100000 map, Antarctic Place-names Commission of Bulgaria, Ministry of Foreign Affairs, Sofia, 2005.
- L.L. Ivanov. Antarctica: Livingston Island and Greenwich, Robert, Snow and Smith Islands [Архівовано 24 квітня 2008 у Wayback Machine.]. Scale 1:120000 topographic map. Troyan: Manfred Wörner Foundation, 2009.
- Antarctic Digital Database (ADD). [Архівовано 5 березня 2017 у Wayback Machine.] Scale 1:250000 topographic map of Antarctica. Scientific Committee on Antarctic Research (SCAR). Since 1993, regularly upgraded and updated.
- L.L. Ivanov. Antarctica: Livingston Island and Smith Island. Scale 1:100000 topographic map. Manfred Wörner Foundation, 2017. ISBN 978-619-90008-3-0